# Comerç mundial d'aliments

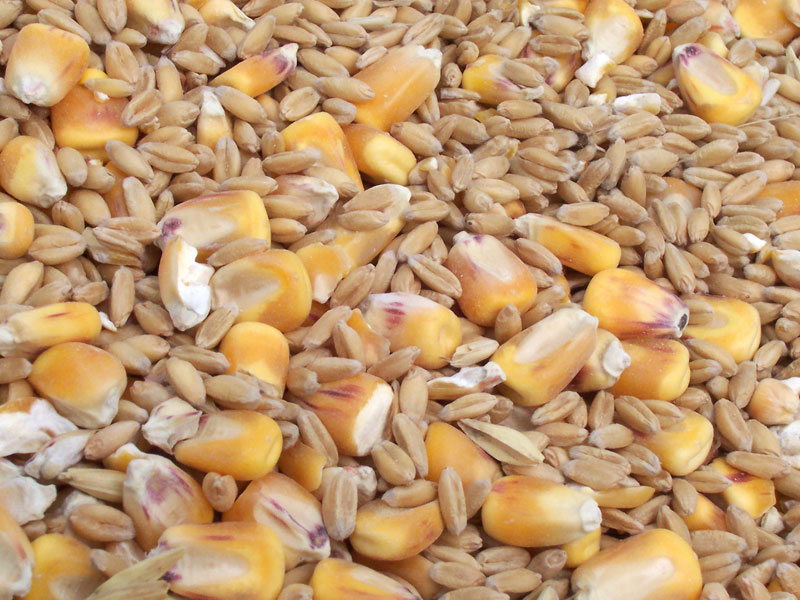
El comerç internacional de grans és un dels més concentrats de l'economia mundial

El comerç mundial d'aliments és el sistema de relacions econòmiques internacionals establert pels estats, els quals han definit un conjunt d'acords a favor del lliure comerç, dins el marc de l'Organització Mundial del Comerç, sobretot a partir de la Ronda Uruguai de l'OMC duita a terme entre 1986 i 1994, però també a través d'altres múltiples acords regionals de lliure comerç, i amb la intervenció dels agents econòmics que operen en aquesta escala, sobretot de les corporacions (Cargill, Monsanto Company, Wal-Mart, etc.) que dominen la producció, comercialització i distribució alimentària en la seva fase de globalització i que són les principals impulsores de la desregulació dels mercats agroalimentaris. Avui tot aquest model, sobretot després de la crisi alimentària mundial de 2007-2008 és molt qüestionat per organitzacions pageses i ecologistes (veure altermundisme).

## El mercat de productes agrícoles
De tots els productes agrícoles existents en el món, tan sols el 9% circula en el mercat internacional. La gran majoria d'aliments que la humanitat consumeix són productes de proximitat, que es produeixen, s'elaboren i es comercialitzen en els mercats locals, estatals o a comunitats més àmplies (com la Unió Europea per exemple). Sols alguns productes típics (els tropicals per definició com el cafè, el cacau, el te, la fruita tropical, el cotó i pocs més) arriben a percentatges més alts -l'any 2002 el cafè s'arribà a exportar en un 83% i el cacau en un 75%- en el mercat mundial.
Productes bàsics com el blat, amb dades del 2002, no sobrepassaren el 21% de la producció total dedicada a l'exportació, la carn no passa del 9%, l'arròs del 6% o els cereals per a alimentació animal amb un 11%, són presents en el mercat internacional amb quantitats baixes. El comerç de productes agrícoles és principalment un fet propi dels països més rics, qua concentren aproximadament el 70% de les importacions i exportacions. De tota manera els països amb vocació exportadora de productes agroalimentaris, per exemple els reunits en el Grup de Cairns, formen un conjunt divers (Estats Units, Nova Zelanda, Canadà, Argentina, Brasil o Uruguai) tan sols definit per unes condicions naturals favorables a l'agricultura i la ramaderia, escassa densitat de població i colonització tardana amb poblament europeu. Tanmateix alguns d'aquests països (Argentina i Brasil) tenen problemes d'alimentació en amplis sectors de població.
Els Estats Units són el principal exportador mundial de productes agraris, però sobretot de productes com els cereals i la soja (commodities), que són la base de l'alimentació de la ramaderia mundial. També en són el principal importador. De tota manera, si es consideren en conjunt, els països de la UE assoleixen un pes molt superior al de qualsevol altre indret.
Principals països importadors i exportadors de productes agraris:
| Exportadors  | Valor | % Comerç Mundial | Importadors        | Valor | % Comerç Mundial |
| ------------ | ----- | ---------------- | ------------------ | ----- | ---------------- |
| Estats Units | 659,4 | 12,1             | Estats Units       | 661,4 | 11,3             |
| França       | 393,7 | 7,2              | Japó               | 597,4 | 10,2             |
| Holanda      | 338   | 6,2              | Alemanya           | 443,4 | 7,6              |
| Canadà       | 326   | 6,0              | Regne Unit         | 344,3 | 5,9              |
| Alemanya     | 278,5 | 5,1              | França             | 31,62 | 5,4              |
| Bèlgica      | 199,7 | 3,7              | Itàlia             | 295,3 | 5,0              |
| Regne Unit   | 176,9 | 3,3              | Holanda            | 212   | 36               |
| Espanya      | 170,8 | 3,1              | Bèlgica            | 190   | 3,2              |
| Itàlia       | 166,2 | 3,1              | Espanya            | 178,1 | 3,0              |
| Brasil       | 159,8 | 2,9              | Canadà             | 142,8 | 2,4              |
| Xina         | 142,1 | 2,6              | Hong Kong          | 113,2 | 1,8              |
| Argentina    | 119,2 | 2,1              | República de Corea | 110,8 | 1,9              |
| Dinamarca    | 118,3 | 2,2              | Rússia             | 98,8  | 1,7              |
| Tailàndia    | 117,5 | 2,2              | Mèxic              | 96,5  | 1,6              |

Font: OMC. Estadístiques de comerç internacional. 2000 (Valor expressat en bilions de dòlars).
Els anys posteriors les coses no han variat molt, al contrari els països de la UE han anat augmentant el seu pes tant pel que fa a exportacions (42,9% del total mundial el 2006) com a importacions (43,3% del total mundial el 2006).
La UE és el major importador mundial de productes agraris de països del Tercer Món per un total de 37.761 milions de dòlars, en dades del 2001, més que la resta de països desenvolupats junts.

## La concentració empresarial en el sector exportador
En l'actualitat, sols tres companyies Archer Daniels Midland (ADM), Cargill i Bunge controlen el 90% del comerç de grans en el mercat global. El gegant dels agroquímics Monsanto Company, controla una quinta part de la producció mundial de llavors, mentre que Bayer Crop Science, Syngenta i BASF controlen la meitat del mercat d'agroquímics.
Davant l'existència d'uns sectors econòmics agroexportadors molt concentrats no és sorprenent que, fins i tot en períodes de crisi alimentària mundial, les multinacionals augmentin els seus guanys. L'any 2008 ADM va obtenir un increment dels beneficis del 38% i Cargill del 128%, segons dades publicades per Food First (Institute for Food & Development Policy.

## Uns preus globals a la baixa
A pesar de l'escàs percentatge d'aliments presents en el comerç internacional, els seus preus globals estan condicionats i, en definitiva, són decidits en aquest mateix mercat internacional. Aproximadament un 20% del volum d'aliments comercialitzats a escala mundial està integrat per excedents de països del Grup de Cairns, de la UE i dels Estats Units; un terç està integrat per productes internacionals (cafè, cacau, te, sucre i fruita tropical) i l'altre 40% per productes agroalimentaris transformats.
Pel que fa als productes internacionals són la principal font de divises dels països més pobres que, empesos pel deute extern, sacrifiquen la producció agrícola interna a l'exportació massiva de cafè, cacau, te, sucre i fruita tropical. Molts països d'Àfrica o d'Amèrica Central depenen tan sols de l'exportació d'un o dos d'aquests productes. Els increments en la producció provoquen un excés d'oferta i la tendència a la baixa dels preus.
La substitució dels cultius tradicionals i la crisi dels camperols locals (que han de treballar per a l'exportació o són expulsats del camp per fer pas a les explotacions intensives) es resol amb la importació d'aliments bàsics adquirits en el mercat mundial. Sovint els aliments importats costen més que les exportacions, amb la qual cosa l'espiral de la pobresa es manté.

## El cas del cafè
En 15 anys el preu del cafè va passar de 2,7 € la lliura a 0,40 cèntims, sent el producte tropical amb més pèrdua de valor. El procés de caiguda del preu va començar el 1989, quan la política de preus estables de l'Organització Internacional del Cafè (OIC) va entrar en crisi. El desequilibri entre l'oferta i la demanda, provocat en part per la consolidació del model de cultiu intensiu a Indonèsia, l'Índia, Vietnam i Laos, va ser la causa d'aquesta crisi de preus. El preu de les primeres matèries sense elaborar (gra verd) va començar a caure en picat.
Malgrat tot, el preu del cafè per als consumidors no ha baixat. La caiguda de preus s'ha traslladat als productors. En canvi els baixos preus han consolidat el predomini de la qualitat "robusta", de menor cost de producció i més baixa qualitat. De tot aquest procés el consumidor no en sap res.
En aquest panorama les grans corporacions han augmentat els seus marges. El mercat internacional del cafè no està controlat per uns suposats "camperols pobres" del tercer món, sinó que segons Montagut i Dolgliotti sols tres empreses (Neumann, Volcafè i Cargill dominen un terç del mercat mundial i, en el cas de les empreses transformadores, tan sols dues Nestlé i Philip Morris posseeixen més de la meitat del mercat del cafè torrefacte i instantani.
En aquest estat de concentració parlar de mercat lliure, com fa l'OMC, és una pura hipòtesi no demostrada. Els gegants del negoci fan i desfan, i controlen tota la cadena d'adquisició, transformació i comercialització, decideixen la qualitat del producte final i els seus costos, i incideixen sobre les decisions polítiques i comercials dels governs.

## Efectes de la liberalització dels mercats alimentaris

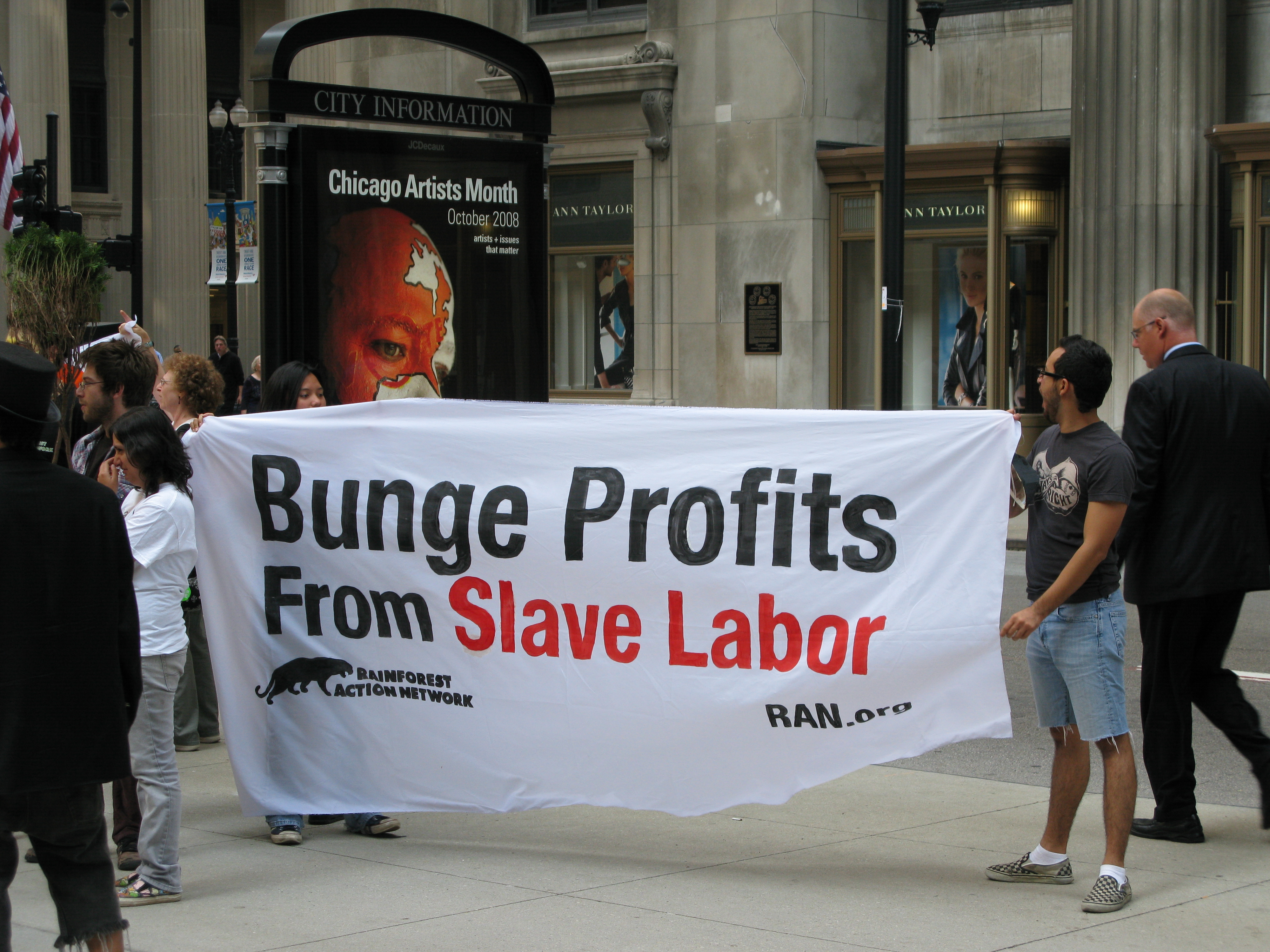
Acció de denúncia de l'ús de treball esclau per l'agroindústria

### L'Amèrica del Sud
La primera constació, pel que fa a l'agricultura sud-americana en les noves condicions d'ajust estructural i desaparició de les polítiques de suport sectorial, és l'escàs creixement general, que es manifesta de diferent manera segons els països i sectors. Mentre les activitats enfocades a l'exportació i les de la indústria agroalimentària creixien, altres més orientades al mercat intern s'estancaven o patien un fort replegament. En general, els productes conrats directament per camperols foren el que experimentaren un major retrocés. El creixement es desenvolupa a partir dels cultius no tradicionals d'exportació, associats a empreses transnacionals de la indústria i la comercialització agroalimentària, d'acord amb els eixos que determinen l'enfocament liberalitzador.
En aquest procés és molt notable la creixent influència dels grans productors transnacionals d'insums bàsics, com agroquímics i llavors. L'ús d'aquests insums han permès augments de la productivitat i salts tecnològics cap a una agricultura intensiva, però d'altra banda s'ha manifestat una clara crisi dels agricultors tradicionals, han aparegut nous problemes de tipus ecològic (desforestació, contaminació de l'aigua, erosió, efectes sobre la salut humana...) i s'ha mantengut el greu problema de concentració de la propietat de la terra.
L'any 2002, segons dades de la FAO, la producció d'arròs a Hondures havia caigut un 86% en relació amb l'any 1991. S'estima que resten menys de 2.000 productors en tot el país. Mentre la producció del 2002 fou 7.521 tones, les importacions d'arròs dels Estats Units foren de 145.441 tones (el 95% del consum intern) quan el 1989 s'havien importat unes 5.000 tones.
Els efectes del Tractat de Lliure Comerç d'Amèrica del Nord (TLCAN) han estat importants sobre l'agricultura mexicana. I, en especial, en la producció de blat de moro -aliment essencial dels mexicans-, des de l'entrada en vigor d'aquest tractat (segons dades d'OXFAM) el preu del blat de moro a Mèxic caigué un 70%, amb l'entrada de produccions nord-americanes fortament subvencionades pel govern (de 732 pesos per tona es passà a 204 pesos el 2001). El nombre d'ocupats agraris, en conseqüència, va passar de 8.100.000 el 1993 a 6.800.000 el 2002.

### Àsia
A les Filipines les importacions creixents de productes agrícoles han convertit els país en depenent de les importacions d'aliments (amb un dèficit de 42 milions de dòlars el 1994). Des de fa temps Filipines no pot produir arròs suficient per alimentar la seva població i ja el 1998 les importacions representaven el 40% de la producció local.

### Àfrica
Segons la FAO, el dèficit alimentari a l'oest d'Àfrica ha augmentat un 81% en el període de 1995-2004. En aquest període la importació de cereals augmentà un 102%, la del sucre un 83%, els productes lactis un 152% i les aus un 500%. Malgrat tot, d'acord amb el FIDA, la regió té el potencial de produir aliments suficients. D'altra banda el desmantellament de les polítiques agràries forçat pel Banc Mundial i altres organismes no ha tengut uns efectes positius. Segons Oxfam el nombre de persones que viu sols amb un dòlar al dia
es duplicà a 313 milions de persones entre 1981 i 2001.

Segons dades de l'ILO (International Labor Organization) a Àfrica són prop de 300.000 els infants que treballen a les plantacions africanes orientades a l'exportació. La Costa d'Ivori, Ghana, Nigèria i el Camerun són els principals productors de cacau del món. En aquests països és freqüent l'ús de treball infantil esclavitzat a les plantacions. Els productors utilitzen aquesta mà d'obra barata davant la pressió dels baixos preus imposats per les multinacionals. L'any 2000 informes de l'administració nord-americana parlaven de més de 15.000 infants, d'entre 9 i 12 anys, venuts com mà d'obra esclava a les plantacions de cacau, cafè i cotó de la Costa d'Ivori.

## Europa
Pel que fa a l'agricultura europea i a l'estat espanyol, que participa de fenòmens similars als que es produeixen a escala mundial, cal assenyalar que des del 2000 al 2009 la renda agrària s'ha reduït un 12% i en el període 2003-2008 s'han perdut a l'estat espanyol 124.000 ocupats agraris.
Segons dades de la Coordinadora Europea de Via Campesina a Europa desapareixen prop d'un miler d'explotacions agràries cada dia La greu crisi de l'agricultura internacional és un fet generalitzat, tant al nord com al sud, i en paral·lel a l'ampliació del nombre de persones desnodrides que, segons dades de la FAO, s'acosta als 1.000 milions. Persones com Jacques Delors han plantejat clarament el dilema de si s'ha de seguir tractant l'agricultura i el comerç d'aliments com fins ara o si cal fer-ho des de plantejaments propers als de la sobirania alimentària
El novembre del 2009 l'Associació Europea de Productors de Fruites i Hortalisses assenyalava la situació de crisi del sector hortícola europeu i apuntava entre les causes la liberalització de les importacions, la crisi econòmica i financera, el desequilibri dins la cadena comercial i la falta d'un sistema de regulació del mercat.